# Elena Văcărescu
Elena Văcărescu, franciásan Hélène Vacaresco  (Bukarest, 1864. szeptember 21. – Párizs, 1947. február 17.) francia-román írónő, a francia Becsületrend lovagja, a Román Akadémia tiszteletbeli tagja, a Francia Akadémia kétszeres díjazottja.
Rövid ideig Ferdinánd román trónörökös jegyese volt, ám I. Károly király és Lascăr Catargiu miniszterelnök megakadályozták a házasságot.

## Élete
Ioan Văcărescu diplomata és Eufrosina Fălcoianu gyermekeként született, így rokonságban állt olyan nemesi családokkal, mint a Cantacuzino és Rosetti család. Apai ágon a neves Văcărescu család leszármazottja, nagyapja Iancu Văcărescu költő volt. Gyermekkorát a văcărești-i családi birtokon töltötte, ahol nagyapja könyvtárában angol és francia szerzőket, később görög és latin klasszikusokat olvasott. Oktatásáról egy angol nevelőnő, egy pap és egy jogi egyetemista diák gondoskodott.
Titu Maiorescu és Vasile Alecsandri buzdítására a szülők külföldi tanulmányokra küldték lányukat. 1879-től a párizsi Sorbonne-on filozófiát, esztétikát, költészettant és történelmet tanult Gaston Paris, Ernest Renan, Paul Janet és Gaston Boissier előadásain. 1886-ban Sully Prudhomme bátorításával megjelentette első verseskötetét Chants dˈAurore címmel, amellyel elnyerte a Francia Akadémia Archon-Despérouses-díját. Az akadémiai díj megnyitotta előtte a befolyásos francia irodalmi szalonok ajtaját, ahol megismerkedett Anna de Noailles írónővel, Marcel Prousttal, Vasile Alecsandrival, Frédéric Mistrallal. Hamarosan saját szalonjában rendezett irodalmi-zenés összejöveteleket, amelyeken fiatal írók, költők, zenészek, színészek  vettek részt.

Erzsébet román királyné és Elena Văcărescu 1890-ben

Szülei kívánságára 1888-ban Erzsébet román királyné (Carmen Sylva álnéven író) udvarhölgye lett, akit elkísért Németországba, Angliába, Ausztriába, Spanyolországba, Olaszországba, Portugáliába, Szerbiába és Oroszországba tett utazásaira. Amikor Elena Văcărescu és I. Károly király öccse, Ferdinánd trónörökös között romantikus kapcsolat alakult ki, a királyné pártfogolta ügyüket, és eljegyzésre is sor került. A házasságot azonban nem kötötték meg, mert a Hohenzollern-család és a Lascăr Catargiu vezette román kormány egyaránt ellenezték a frigyet. Elena Văcărescu elhagyta az országot, és egy ideig Olaszországban utazgatott, közben a király kitiltotta Romániából, és csak 1895-ben térhetett vissza.
Párizsban telepedett le, és életét irodalmi munkásságának szentelte. Rapsodul Dâmboviței című népköltészeti feldolgozása 1901-ben elnyerte a Francia Akadémia Jules Favre-díját, és több nyelvre lefordították. Irodalmi szalonját Marcel Proust, Miguel de Unamuno, Aristide Briand, Sarah Bernhardt és Paul Valéry is látogatták.
Az első világháború idején a miniszterelnök felkérésére Románia érdekeit képviselte nyugaton, konferenciákat szervezett, és olyan fontos személyiségekkel találkozott, mint Edouard Herriot, Aristide Briand vagy Maurice Barrès. 1920-ban tagja volt annak a küldöttségnek, amely Romániát képviselte a Népszövetségben. Sajtóattasé, majd kulturális tanácsos volt a párizsi román képviseletnél; politikai szerepvállalása miatt irodalmi munkásságba ebben az időszakban a háttérbe szorult. 1921-ben a francia Becsületrend lovagjává avatták.
1921-ben 1922-től vezetőségi tagja volt a Népszövetség melletti Szellemi Együttműködés Bizottságának, és 1924-ben Paul Valéry mellett a párizsi Nemzetközi Szellemi Együttműködés Intézete egyik alapítója. 1925. június 11-én a Román Akadémia tiszteletbeli tagjává választották a szintén francia román Anna de Noailles-jal együtt; ők volt az akadémia első női tagjai. Tiszteletbeli elnöke volt a párizsi Női Irodalmi Akadémiának és kezdeményezője a Femina Vacaresco-díjnak. 1933-ban a román Korona-renddel tüntették ki. 1934-ben egyike volt a párizsi Román Ház alapítóinak.
A második világháború után a párizsi román nagykövetség kulturális tanácsadója lett. 1946-ban a román küldöttség tagjaként részt vett a párizsi békeszerződéseket előkészítő konferencián. 1947-ben, 83 éves korában hunyt el; vagyonának legnagyobb részét a Román Akadémiára hagyta. 1959-ben maradványait hazaszállították Romániába, és a bukaresti Bellu temetőben a Văcărescu család kriptájában temették el.

## Munkássága
Költészetén a francia és általában az európai romantika hatása érződik. Verseit érzékenység, képzelőerő, melankólia, menekülés a természet szemlélésébe, vallásos vagy panteista elmélkedésbe, történelmi és mesebeli múltba jellemzi, ugyanakkor megjelenik benne a nemzeti érzés, a folklór iránti érdeklődés, a lázadás és a szabadságvágy. Költeményeit Hubay Jenő, Louis Aubert, Reynaldo Hahn és Jules Massenet zenésítette meg.
Prózai írásai hangsúlyosan önéletrajzi jellegűek. Regényei román falusi környezetben játszódnak. Amor vincit című regényének hősnője fiatal bojárlány, aki Párizsban tanult. Le Sortilége című regényének közege a román mesevilág, sajátos hiedelmeivel és praktikáival.
Műfordítóként a román irodalom klasszikus és kortárs költőinek (Mihail  Eminescu, Octavian  Goga,  Ion  Minulescu, George  Topîrceanu,  Lucian  Blaga) verseit ültette át francia  nyelvre.

## Művei

### Versek
- Chants d'aurore. Paris: Alphonse Lemerre. 1886
- L'âme sereine. Paris: Alphonse Lemerre. 1896
- Lueurs et flammes. Paris: Plon. 1903
- Le Jardin passionné. Paris: Plon. 1908
- La Dormeuse éveillée. Paris: Plon. 1914

### Népköltészeti feldolgozások
- Le Rhapsode de la Dâmbovița. Paris: Alphonse Lemerre. 1889
- Nuits d'Orient. Paris: E. Sansot & Cie. 1907
- Dans l'or du soir. Paris: Bloud & Gay. 1927

### Regények
- Amor vincit. Paris: Plon-Nourrit. 1909
- Le Sortilège. Paris: Plon-Nourrit. 1911

### Emlékiratok
- Kings and Queens I have known. New York–London: Harper & Brothers. 1904
- Memorial sur le mode mineur. Paris: La Jeune Parque. 1946
- Le Roman de ma vie. (befejezetlen)[10]

### Színdarabok
- Stâna. 1904
- Pe urma dragostei. 1905

## Librettók
- Le Tartare. Bamutató: Párizs, 1906. június 19.[16]
- Le Cobzar. Bemutató: Monte-Carlo, 1909. február 16.[17]

## Emlékezete
1994 óta nevét viseli egy bukaresti iskola és egy kráter a Vénuszon. 1995-ben bélyeget adtak ki arcképével. Születésének 150. évfordulója tiszteletére 2014-ben a Román Nemzeti Bank ezüstérmét bocsátott ki tiszteletére.